# Willem Ouweneel
Willem Johannes Ouweneel (Zaandam, 2 juni 1944) is een Nederlandse gepromoveerd bioloog, filosoof en theoloog. Hij heeft meer dan tweehonderd populair-wetenschappelijke werken op zijn naam staan. Ouweneel is binnen evangelicaal/orthodox-protestantse kringen in Nederland een bekend publicist en spreker.

## Biografie
Ouweneel werd in 1944 geboren in Zaandam. Hij maakt deel uit van de geloofsgemeenschap van de Vergadering van gelovigen waar ook zijn vader een bekend voorganger was. Hij bracht zijn jeugdjaren door in Apeldoorn en Deventer en ging na de lagere school naar het Christelijk Lyceum Apeldoorn. Na zijn eindexamen gymnasium-β ging hij in 1962 biologie studeren aan de Universiteit Utrecht. Hij studeerde in 1967 cum laude af met als hoofdvakken genetica en embryologie.
Op 28 maart 1969 trouwde hij in Apeldoorn met Grada Gerhardina Terwel. Zij hebben vier kinderen; een van hen (Evert Jan Ouweneel) is eveneens als filosoof en op aanverwante terreinen werkzaam. Willem Ouweneel is lid van de Vereniging voor Reformatorische Wijsbegeerte. 
Een jongere broer, Frank Ouweneel, is vooral bekend geworden door zijn eindtijd-Bijbelstudies middels beamer-lezingen over de ontwikkelingen in de wereld in het licht van de Bijbelse profetieën. 

### Docent en opleidingen
Willem Ouweneel werkte korte tijd als biologieleraar in Apeldoorn. Van 1968 tot 1976 ging hij aan de slag als wetenschapper aan het Hubrecht Laboratorium in Utrecht waar hij onder andere de genetica van het fruitvliegje (Drosophila) bestudeerde. Tijdens deze periode promoveerde hij in 1970 in de biologie met een proefschrift over het fruitvliegje: Genetics, Morphology, and Development of Homoeotic Wing Tissue in the Eye of Drosophila melanogaster. In 1986 promoveerde hij een tweede maal, nu aan de Universiteit van Amsterdam, als doctor in de wijsbegeerte. In 1993 promoveerde hij in de theologie aan de Universiteit van Oranje Vrijstaat te Bloemfontein in Zuid-Afrika.
Ouweneel stond aan de wieg van de Evangelische Hogeschool in Amersfoort, waar hij van 1977 tot 2009 les in filosofie en cultuurgeschiedenis gaf. Verder was hij hoogleraar in de filosofie aan de Universiteit van Potchefstroom in Zuid-Afrika en docent dogmatiek en Bijbelwetenschappen aan de Evangelical School of Theology in Suriname. Ook werkte hij enige tijd als invallend docent Duits en Frans aan de evangelische middelbare school De Passie in Utrecht. Hij is thans hoogleraar dogmatologische vakken aan de Evangelische Theologische Faculteit Leuven (België) en docent dogmatiek aan de Evangelische Theologische Academie in Nederland.

### Evangelische Omroep
Vanaf 1975 was Ouweneel freelance medewerker bij de Evangelische Omroep (EO) waar hij veel programma's op radio en televisie begeleidde en produceerde. In de jaren '70, '80 en '90 was Ouweneel veel te horen en te zien bij de EO, daarna verscheen hij daar minder vaak. Hij was een paar keer bij de EO-Jongerendag te gast als spreker, samen met Henk Binnendijk. Hij gaf vanaf begin jaren 80 tot en met 5 juli 2008 als panellid commentaar op maatschappelijke en kerkelijke gebeurtenissen in het EO-radioprogramma Deze Week op de zaterdagavond. In 2014 en 2015 had het radioprogramma EO Door de Week de rubriek De Week van Willem op dinsdagavond, waarin Ouweneel commentaar gaf op telkens twee onderwerpen uit de actualiteit. Ook gaf hij jarenlang voor de EO-radio commentaar op de kerkelijke cantates van Johann Sebastian Bach, waarbij het hem meer ging om de theologische dan om de muzikale aspecten van deze cantates.

### Van creationist tot 'ontstaansagnost'
Naast de baan bij de EO gaf hij ook veel spreekbeurten en studies op Bijbels gebied en schreef tientallen boeken op creationistisch, filosofisch en Bijbels gebied. Hij kon als een orthodox christen worden gekenschetst. Hij was lange tijd een jongeaardecreationist, die geloofde dat aarde niet langer dan zes- à tienduizend jaar geleden geschapen is. Hij was een belangrijk medewerker bij de creationistische programma's en boeken die de EO, vooral in de jaren '70 en '80, over dit thema maakte.
Sinds ongeveer 2000 was echter langzaam een verandering te zien in zijn voorheen aan de buitenwereld als rotsvast gepresenteerde geloof in een letterlijke scheppingsweek, zoals in het Scheppingsverhaal staat opgetekend. In onder meer het orthodox-christelijke tijdschrift Ellips, waarvan hij de hoofdredacteur was, beschreef hij zijn vroegere opvattingen als "mijn creationistische periode". In een artikel op zijn eigen website stelde Ouweneel nu meer te neigen naar een model van 'geleid evolutionisme' oftewel theïstisch evolutionisme, iets waar hij voorheen een fel tegenstander van was en het 'een hellend vlak naar een uiteindelijk onversneden evolutiegeloof' noemde. Hij noemt zichzelf tegenwoordig ook wel een "ontstaansagnost". Hij definieert dit als volgt:

"Een 'ontstaansagnost' is iemand die niet zeker weet hoe het leven zich hier op aarde ontwikkeld heeft, en die zich bovendien afvraagt of we het ooit zeker zullen kúnnen weten".

Ouweneel zegt onvoorwaardelijk in een scheppende God te geloven. Hij had enige tijd sympathie voor de Intelligent design beweging, maar plaatst daar nu kritische kanttekeningen bij. In februari 2009 noemde hij sommige vormen van creationisme 'pseudowetenschap', een term die Ouweneel vroeger ook weleens voor 'evolutionisme' reserveerde. Door deze wending in zijn denken is er enige consternatie ontstaan onder de achterban en (oud)medewerkers van de EO en krijgt Ouweneel, naast instemming met zijn nieuwe standpunten, soms ook heftige verwijten.

### Toenadering tot charismatische beweging
Ouweneel is bekend om zijn steeds veranderende standpunten. Zo verraste hij vriend en vijand door zijn cessationistische visie (de opvatting dat de Heilige Geest nadat Paulus in Rome aankwam niet meer openlijk zichtbaar is, met wonderen en dergelijke zoals in de eerste gemeente, totdat Jezus terugkomt) in te wisselen voor een voluit charismatische theologie.
Ook is hij zich meer op charismatisch terrein gaan begeven. Zo is hij een tijdlang pleitbezorger geweest van de omstreden T.B. Joshua, een christelijke gebedsgenezer in Nigeria. Ook heeft hij meer radicale standpunten ingenomen in de leer van de gebedsgenezing en werkte hij nu en dan nauw samen met TRIN, een charismatische zendingsorganisatie, onder leiding van Mattheus van der Steen, die ook opwekkingsbijeenkomsten organiseerde. Door wendingen als deze is zijn populariteit in sommige kringen gegroeid, maar de tijd dat hij bijkans de hele breedte van de evangelische beweging aansprak, is voorbij.

### Politiek
In 1998 stond Ouweneel voor het eerst op de kieslijst voor de Reformatorische Politieke Federatie (RPF). Dit markeerde eveneens een omslagpunt in zijn denken, want in eerdere publicaties had hij tegen deelname van christenen aan de gang naar de stembus geargumenteerd. Later werd hij lid van de ChristenUnie (CU), de opvolger van de RPF. In 2002 stond Ouweneel op plek 28 op de kandidatenlijst; goed voor 3.879 stemmen. In 2003 stond hij voor de CU op de 21e plek op de kieslijst voor de Tweede Kamer en leverde hij 1.921 stemmen.

### Theïstisch manifest
In 1995 verscheen het Atheïstisch manifest van de filosoof Herman Philipse. In 2004 verscheen van dit manifest een tweede herziene uitgave. Philipse betoogt in dit manifest dat het atheïsme logisch bewijsbaar is. Het niet-bestaan van God zou door de wetenschap zijn vastgesteld. Ouweneel publiceerde in maart 2005 een boek waarin hij de gedachten van Philipse bekritiseert. Zijn boek draagt als titel: De God die is, waarom ik geen atheïst ben. Ouweneel betoogt in dit boek dat er volstrekt geen redelijke argumentatie is voor het atheïsme. Volgens Ouweneel heeft het atheïsme zeer vergaande consequenties.

Het echte, consequente atheïsme houdt mijns inziens het volgende in: er is geen orde en wetmatigheid, er is geen echte menselijke persoonlijkheid, er zijn geen morele plichten, er is geen rationeel denken, er zijn geen ideeën en opvattingen, er is geen echte naastenliefde – er zijn alleen maar niet-geestelijke, niet-rationele niet-persoonlijke bewegende atomen en met de tijd veranderende moleculaire structuren, zoals brain states, onderworpen aan toevallige mutaties en aan de wet van de natuurlijke selectie. Ook de hooggeloofde wetenschappelijke methode, de eis van empirische en logische verifieerbaarheid, enzovoort, zijn niets anders dan brain states. Ook al ons spreken over brain states gaat terug op een brain state, die zich maskeert als een standpunt, een theorie. Echt, consequent atheïsme leidt noodzakelijk tot nihilisme. Nogmaals: wie God is kwijtgeraakt, raakt in uiterste consequentie ook de menselijke persoonlijkheid kwijt.

## Ontvangst en controverses
Willem Ouweneel heeft in orthodox-christelijke/evangelische kringen jaren in hoog aanzien gestaan. Dat is ietwat gewijzigd sinds hem vanuit die kringen verweten werd met Bijbelse waarheden op de loop te zijn gegaan. Zo werd hem zijn instemmende belangstelling voor de Nigeriaanse gebedsgenezer T.B. Joshua, waarbij door sommige waarnemers getwijfeld wordt aan Joshua's betrouwbaarheid, niet door iedereen in dank afgenomen. Datzelfde geldt voor zijn betrokkenheid bij de organisatie TRIN en bij Mattheus van der Steen. 
Ook zou hij volgens sommigen, wijzend op Ouweneels omslag in zijn denken over de controverse rondom schepping versus evolutie, op een hellend vlak terecht zijn gekomen wat betreft de vraag hoe letterlijk de dagen in het Bijbelse scheppingsverhaal moeten worden genomen.
Onder 'gangbare' wetenschappers en theologen vindt hij weinig weerklank voor zijn theorieën. In het algemeen wordt hij niet aangehaald in theologische academische publicaties. Het is door het grote aantal boeken dat Ouweneel al heeft geschreven niet eenvoudig een duidelijk beeld te krijgen van de plaats van Ouweneel ten aanzien van (theologische) onderwerpen. Daarbij wordt het niet door iedereen gewaardeerd dat hij in zijn geschriften en lezingen soms nuanceert of zelfs herroept wat hij in eerdere publicaties geschreven heeft.
In januari 2024 verscheen een driedelige documentaire van de Britse omroep BBC waarin uitvoerig aan de orde komt dat de predikant T.B. Joshua ervan wordt beschuldigd bijna twintig jaar lang leden van zijn kerk seksueel te hebben misbruikt en mishandeld. Ook kwam naar voren dat veel van de 'wonderbaarlijke genezingen' in scène zouden zijn gezet: tegen betaling, door overdrijving of op basis van gefingeerde diagnoses. Om commentaar gevraagd op de BBC-uitzendingen is Ouweneel in een 'drieluik' op zijn website ingegaan op de zeven bezoeken die hij in de jaren 2002-2004 aan de kerkgemeenschap van T.B. Joshua heeft gebracht en zijn persoonlijke contacten met hem. Op de gepresenteerde misdragingen gaat Ouweneel in dit drieluik slechts summier in. Hij geeft vooral aan destijds in toenemende mate bezwaren tegen ‘Lagos’ te hebben ontwikkeld. Zo mislukte een gezamenlijk boekproject, omdat Joshua kritiek op zijn pastoraat niet accepteerde. Op zijn drieluik is in christelijke kring kritisch gereageerd.

## Boeken
Ouweneel heeft ruim tweehonderd boektitels op zijn naam staan. Hieronder een beknopte selectie, gerangschikt op jaar van uitgave.

### Drie proefschriften
- Genetics, Morphology, and Development of Homoeotic Wing Tissue in the Eye of Drosophila melanogaster, biologisch proefschrift Utrecht:Rijksuniversiteit 1970.
- A Critical Analysis of the Internal and External Prolegomena of Systematic Theology, theologisch proefschrift Bloemfontein:Universiteit van die Oranje-Vrystaat 1993.
- De leer van de mens, Amsterdam:Buijten & Schipperheijn 1986 (handelsuitgave wijsgerig proefschrift Amsterdam:Vrije Universiteit).

### Christelijke boeken
- Kanttekeningen bij Genesis één, Winschoten: Uit het Woord der Waarheid 1974.
- Operatie Supermens: Een Bijbels-biologische blik op de toekomst, Amsterdam: Buijten & Schipperheijn 1975.
- De ark in de branding, Amsterdam: Buijten & Schipperheijn 1976.
- Het verhaal van de 'Broeders', dl. 1, Winschoten: Uit het Woord der Waarheid 1977.
- Het verhaal van de 'Broeders', dl. 2, Winschoten: Uit het Woord der Waarheid 1978.
- Het domein van de slang: Christelijk handboek over occultisme en mysticisme, Amsterdam: Buijten & Schipperheijn 1978.
- Gij zijt allen broeders: Het Nederlands Réveil en de Vergaderingen van de Broeders, Vaassen: Medema 1980.
- De schepping in 't geding, Amsterdam:Buijten & Schipperheijn 1981.
- Het Nieuwe Testament: Herziene Voorhoeve-uitgave (met J. Klein Haneveld, G.H. Kramer & H.P. Medema), Vaassen: Medema 1982.
- Psychologie: Een christelijke kijk op het mentale leven, Amsterdam: Buijten & Schipperheijn 1984.
- Hart en ziel: Een christelijke kijk op de psychologie, Amsterdam: Buijten & Schipperheijn 1984. (Verkorte en gepopulariseerde versie van voornoemd Psychologie)
- Woord en wetenschap: Wetenschapsbeoefening aan de Evangelische Hogeschool, Amsterdam: Buijten & Schipperheijn 1987.
- De Openbaring van Jezus Christus: Bijbelstudies over het boek Openbaring, dl. 1, Vaassen: Medema 1988.
- De Openbaring van Jezus Christus: Bijbelstudies over het boek Openbaring, dl. 2, Vaassen: Medema 1990.
- Israël en de Kerk, oftewel: Eén of twee volken van God? Confrontatie van de verbondsleer en de bedelingenleer, Vaassen: Medema 1991.
- Bach, Mattheüs en het drama, Kampen: Kok 1994.
- Godsverlichting: de evocatie van de verduisterde God: een weg tot spiritualiteit en gemeenteopbouw, Amsterdam: Buijten & Schipperheijn 1994.
- Geloofszekerheid (serie Geloofsleven dl. 1), Vaassen: Medema 1996.
- De negende Koning: Het laatste van de hemelrijken: De triomf van Christus over de machten (Metahistorische trilogie, dl. 1), Leiden: Barnabas 1996.
- De zevende koningin: Het eeuwig vrouwelijke en de raad van God (Metahistorische trilogie, dl. 2), Heerenveen: Barnabas 1998.
- De zesde kanteling: Christus en 5000 jaar denkgeschiedenis: Religie en metafysica in het jaar 2000 (Metahistorische trilogie, dl. 3), Heerenveen: Barnabas 2000.
- Het Jobslijden van Israël: Israëls lijden oplichtend uit het boek Job, Vaassen: Medema 2000.
- Hoe lief heb ik uw Wet! De Eeuwige Thora tussen Oude en Nieuwe Verbond, Vaassen: Medema 2001.
- Israël en de Palestijnen: waarheid en misleiding, Heerenveen: Barnabas 2002.
- Geneest de zieken! Over de Bijbelse leer van ziekte en genezing, Vaassen:Medema 2003.
- Meer Geest in de gemeenten, Vaassen: Medema 2004.
- De God die is, waarom ik geen atheïst ben, Vaassen: Medema 2005.
- Sta op, laat je dopen, Vaassen: Medema 2005.
- Seks in de Kerk, Vaassen: Medema 2006.
- De Geest van God: ontwerp van een pneumatologie, Vaassen: Medema 2007.
- De Christus van God: ontwerp van een christologie, Vaassen: Medema 2007.
- De schepping van God: ontwerp van een scheppings-, mens- en zondeleer, Vaassen: Medema 2008.
- Komt er een Grote Opwekking?, Plaats?: Bread of Life Jaar?.
- Joden en christenen, Vaassen: Medema 2013, met rabbijn Lody van de Kamp
- Adam, waar ben je? En wat doet het ertoe? Een theologische evaluatie van de nieuwe evolutionistische hermeneutiek, Amsterdam: Buijten & Schipperheijn 2018.

### Uitgaven via de Evangelische Omroep
Voor de Evangelische Omroep schreef Willem Ouweneel onder redactie van W.J.J. Glashouwer de begeleidende boeken van de vier televisieseries over Het ontstaan van de wereld, Het ontstaan van de bijbel, Het ontstaan van Israël en Het ontstaan van het christendom. Er zou nog een vijfde boek met televisieserie komen over Het ontstaan van een nieuwe wereld waarin de Bijbelse profetische visie op de toekomst zou worden behandeld, maar dat is nooit verwezenlijkt:
- Het ontstaan van de Bijbel (red.: W.J.J. Glashouwer), Hilversum: Evangelische Omroep 1979, herdruk Amsterdam: Telos 1998 (met Willem Glashouwer jr.).
- Het ontstaan van de wereld (red.: W.J.J. Glashouwer), Hilversum: Evangelische Omroep 1980.
- Het ontstaan van Israël (met V.I. Kerkhof) (red.: W.J.J. Glashouwer), Hilversum: Evangelische Omroep 1982, herdruk Barneveld: Vuurbaak 1999 (met Willem Glashouwer jr.).
- Het ontstaan van het christendom (red.: W.J.J. Glashouwer), Hilversum: Evangelische Omroep 1986.

### Romans
- De kleine kudde, De hugenoten van de Vivarais, Amsterdam: Buijten & Schipperheijn 1989.
- Het Godsgetal, Soesterberg:Aspekt 2002.
- Veldhoen op de bergen, De hugenoten van de Vivarais, Heerenveen 2005.
- De vrouwe van de camino, BOEKENHOEVE 2006